# Belton Chalets
Les Belton Chalets sont un ensemble de chalets historiques ayant servi d'hôtels dans le village américain de West Glacier, dans le Montana. Ils sont situés à proximité de l'entrée occidentale du parc national de Glacier et furent construits entre 1910 et 1911 par la compagnie de chemin de fer, Great Northern Railway, pour accueillir les touristes dans la zone du parc. Les chalets, de style architectural « suisse », influencèrent l'architecture de la plupart des autres bâtiments de la compagnie dans le parc.
Durant les décennies 1910 et 1920, les chalets furent gérés par la Glacier Park Hotel Company qui était une filiale de la compagnie ferroviaire. La compagnie vendit l'hôtel en 1946 et le bâtiment resta vide pendant presque 50 ans. En 1997, il fut racheté et complètement rénové pour rouvrir dès 1998. Les bâtiments furent ajoutés en 2000 à la liste des National Historic Landmarks au sein d'un bien appelé Great Northern Railway Buildings.